# Kazuto Kotaka
Kazuto Kotaka (Japans: 小高一斗) (Kanagawa, 17 april 1999) is een Japans autocoureur.

## Carrière
Kotaka maakte in 2015 zijn debuut in het formuleracing, waarin hij vanaf het tweede raceweekend in het Japanse Formule 4-kampioenschap uitkwam voor het team TOM'S Spirit. Hij finishte regelmatig in de top 10, met een vierde plaats op het Suzuka International Racing Course als beste resultaat. Met 50 punten werd hij zesde in het kampioenschap.
In 2016 bleef Kotaka actief in de Japanse Formule 4 bij TOM's. Hij won twee races op de Fuji Speedway en nog een op het Sportsland SUGO. Later behaalde hij op Fuji nog een podiumfinish, maar in de rest van het seizoen behaalde hij onregelmatige resultaten. Met 113 punten werd hij vijfde in de eindstand.
In 2017 reed Kotaka geen races, maar in 2018 keerde hij terug in de Japanse Formule 4 bij TOM's. Hij miste het eerste raceweekend, maar desondanks won hij twee races op Fuji en stond hij in zeven andere races op het podium. Met 188 punten werd hij achter Yuki Tsunoda en Teppei Natori derde in het klassement. Aan het eind van het seizoen maakte hij zijn debuut in het Japanse Formule 3-kampioenschap bij Hanashima Racing tijdens het weekend op SUGO. Hij behaalde een punt met een zesde plaats in de laatste race en hij werd dertiende in de eindstand.
In 2019 begon Kotaka het jaar in de Nieuw-Zeelandse Toyota Racing Series bij het team MTEC Motorsport. Hij behaalde een podiumplaats in de seizoensfinale op het Manfeild: Circuit Chris Amon en sloot het seizoen af als tiende met 176 punten. Vervolgens maakte hij zijn debuut als fulltime coureur in de Japanse Formule 3 bij het team Corolla Chukyo Kuo TOM'S. Hij behaalde vijf podiumplaatsen: een op Suzuka, drie op SUGO en een op de Twin Ring Motegi, maar hij moest ook twee raceweekenden missen. Met 48 punten werd hij vijfde in het eindklassement. Verder reed hij voor het team apr in de GT300-klasse van de Super GT in de twee races op Fuji waarbij hij een McLaren 720S GT3 deelde met Hiroaki Nagai en Manabu Orido, maar hierin scoorde hij geen punten.
In 2020 bleef Kotaka actief in de Japanse Formule 3, dat de naam had veranderd naar Super Formula Lights, bij het team TOM'S. Hij won een race in het laatste raceweekend op Fuji en stond in tien andere races op het podium. Met 73 punten werd hij achter Ritomo Miyata en Sena Sakaguchi derde in de eindstand. Tevens kwam hij fulltime uit in de GT300-klasse van de Super GT bij het team Advics muta Racing INGING, waar hij een Toyota 86 MC GT300 deelde met Ryohei Sakaguchi. De twee behaalden twee pole positions op Fuji en twee podiumplaatsen op Suzuka en Fuji. Met 34 punten werden zij negende in het kampioenschap.
In 2021 blijft Kotaka rijden in de Super Formula Lights bij TOM'S. Hij miste echter de eerste twee raceweekenden omdat hij dat jaar zijn debuut maakte in de Super Formula bij het carrozzeria Team KCMG als vervanger van Kamui Kobayashi, die vanwege reisbeperkingen rondom de coronapandemie niet naar Japan kon vliegen.